# Озерне (Миколаївський район)
Озерне — село в Україні, у Новоодеській міській громаді Миколаївського району Миколаївської області. Населення становить 642 особи.

## Населення
Згідно з переписом УРСР 1989 року чисельність наявного населення села становила 637 осіб, з яких 310 чоловіків та 327 жінок.
За переписом населення України 2001 року в селі мешкали 642 особи.

### Мова
Розподіл населення за рідною мовою за даними перепису 2001 року:
| Мова       | Відсоток |
| ---------- | -------- |
| українська | 92,37 %  |
| російська  | 4,21 %   |
| молдовська | 3,12 %   |
| румунська  | 0,16 %   |